# Cylindroiulus festai
Cylindroiulus festai är en mångfotingart som beskrevs av Manfredi 1939. Cylindroiulus festai ingår i släktet Cylindroiulus och familjen kejsardubbelfotingar. Inga underarter finns listade i Catalogue of Life.